# Ари Хаан
Аренд (Ари) Хаан (на нидерландски: Arend „Arie“ Haan) е бивш холандски футболист, дефанзивен полузащитник, понастоящем треньор. Роден е на 16 ноември 1948 година във Финстерводле.

## Успехи

### Като футболист
Холандия
- Световно първенство в ФРГ през 1974 – сребърен медал
- Световно първенство в Аржентина през 1978 г. – сребърен медал

 Аякс
- Шампион в Шампионат на Холандия (3): 1970, 1972, 1973
- Сребърен медалист в шампионата на Холандия: 1971
- Бронзов медалист в шампионата на Холандия (2): 1974, 1975
- Носител на Купа на Холандия (3): 1970, 1971, 1972
- Носител на КЕШ (3): 1970/71, 1971/72, 1972/73
- Носител на Суперкупата (2): 1972, 1973
- Носител на Междуконтиненталната купа: 1972

 РСК Андерлехт
- Шампион в Шампионат на Белгия: 1981
- Сребърен медалист в шампионата на Белгия (4): 1976, 1977, 1978, 1979
- Носител на Купа на Белгия: 1976
- Финалист в Купата на Белгия: 1977
- Носител на КНК (2): 1975/76, 1977/1978
- Носител на Суперкупата (2): 1976, 1978

 Стандард Лиеж
- Шампион в Шампионат на Белгия: 1982, 1983
- Финалист в КНК: 1981/82

 ПСВ Айндховен
- Сребърен медалист в шампионата на Холандия: 1984
- Номиниран за Златната топка през 1978 г.

### Като треньор
РСК Андерлехт
- Шампион в Шампионат на Белгия (2): 1986, 1987
- Финалист в Суперкупа Белгия: 1986

 Щутгарт
- Финалист в Купа на УЕФА: 1988/89

 Стандард Лиеж
- Сребърен медалист в шампионата на Белгия: 1993
- Бронзов медалист в шампионата на Белгия: 1992
- Носител на Купа на Белгия: 1993
- Финалист в Суперкупата на Белгия: 1993

 Фейенорд
- Сребърен медалист във в шампионата на Холандия: 1997
- Бронзов медалист в шампионата на Холандия: 1996